# La Fille du tambour-major
Personnages
- Stella, (soprano)
- Le lieutenant Robert (baryton)
- Griolet, tailleur (ténor)
- Monthabor, tambour-major, père de Stella (baryton)
- Claudine, cantinière (soprano)
- Le duc della Volta (trial)
- La duchesse della Volta, sa femme (mezzo-soprano)
- Clampas, aubergiste
- La Mère supérieure
- Lucrezia

La Fille du tambour-major est un opéra-comique de Jacques Offenbach, en 3 actes et 4 tableaux, sur un livret d'Alfred Duru et Henri Chivot.
Il a pour toile de fond la campagne d'Italie conduite par Bonaparte et met en scène un régiment de l'armée d'Italie, quelques jours avant la bataille de Marengo.

## L'œuvre

### Genèse

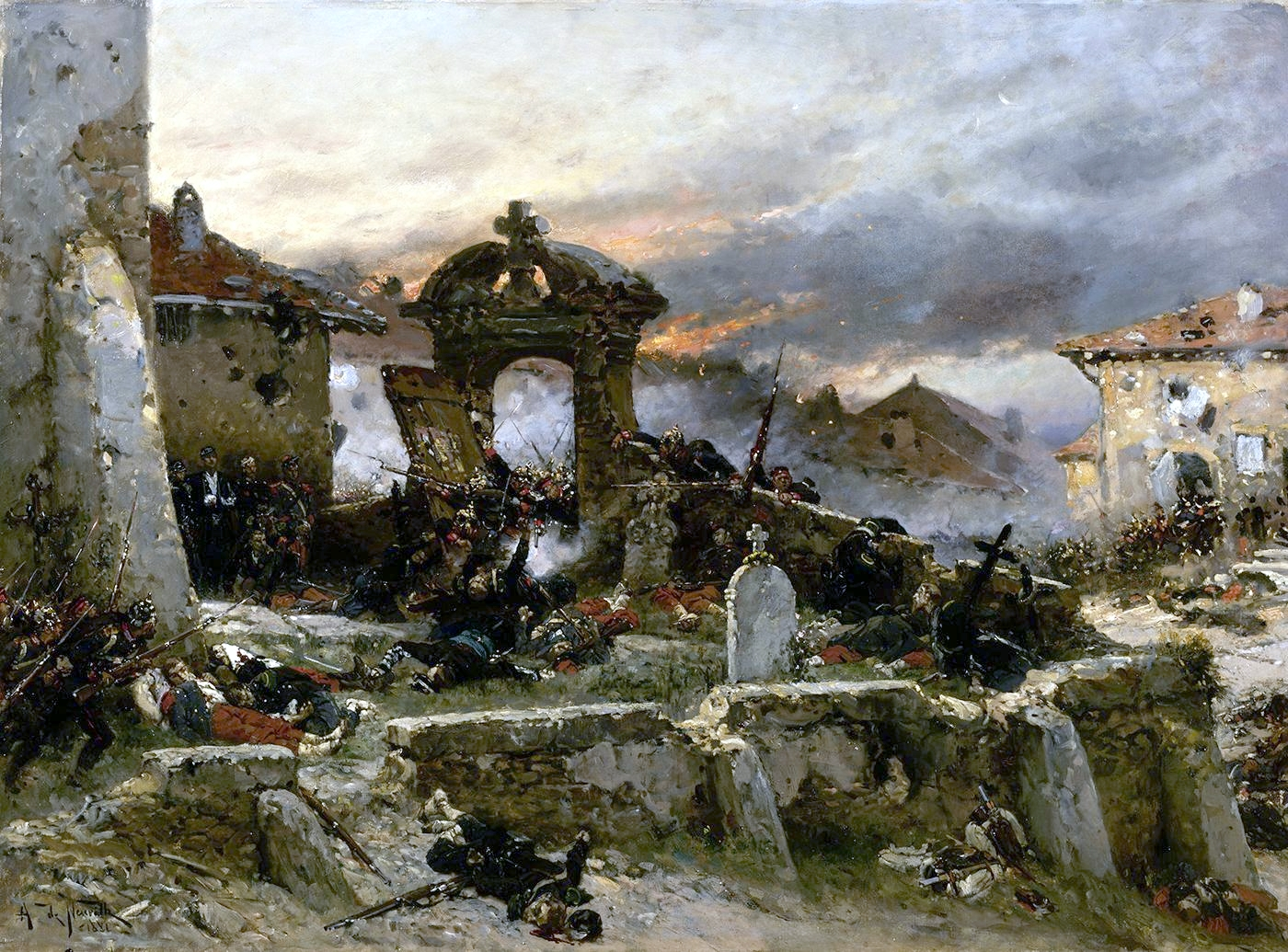
La bataille de Saint-Privat (18 août 1870) par Alphonse de Neuville exprime l'héroïsme et la dignité de l'armée Française trahie par ses chefs et vaincue par l'ennemi.

Symbole du Second Empire et de ses fêtes extravagantes, Offenbach voit la guerre de 1870 porter un coup d'arrêt brutal à la série de succès qui l'avaient rendu célèbre, d'Orphée aux Enfers (1858) à La Périchole (1868). Certains journaux n'hésitent pas, rappelant ses origines germaniques et juives, à rendre sa musique, telle une « cinquième colonne », responsable de la capitulation. Plus généralement, les événements de la Commune et l'instauration de la Troisième République ont ramené le public vers des divertissements plus classiques, délaissant la satire politique et sociale ou la parodie qui constituait le fondement des œuvres d'« avant-guerre ».
La féerie étant désormais à la mode, Offenbach s'essaye – plutôt avec succès – au genre en montant Le Roi Carotte (1872), Orphée aux Enfers (nouvelle version, 1874), Geneviève de Brabant (nouvelle version, 1875) et Le Voyage dans la Lune (1875) au théâtre de la Gaîté, dont il a pris la direction. Mais le coût exorbitant des productions le conduit rapidement à la faillite. Les nouvelles versions de La Vie parisienne (1873) et de La Périchole (1874) au théâtre des Variétés lui permettent heureusement de s'assurer la fidélité du public alors que de nouveaux venus commencent à bousculer son hégémonie sur la scène parisienne.
Le succès phénoménal de l' opérette La Fille de madame Angot de Charles Lecocq (découvert par Offenbach), créée en 1873 aux Folies-Dramatiques, a en effet remis également au goût du jour le genre historique cher à l'opéra-comique. Charles Lecocq va devenir le spécialiste du genre dans les années 1870-1880, avec des œuvres telles Giroflé-Girofla (1874), La Petite Mariée (1875), Le Petit Duc (1878), Le Jour et la Nuit (1881) ou Le Cœur et la Main (1882).
Offenbach réagit aussitôt avec La Jolie Parfumeuse (1873), La Boulangère a des écus (1875), La Foire Saint-Laurent (1877) et surtout Madame Favart (1878), mettant en scène – de façon romancée – le personnage de la célèbre cantatrice.

### Création

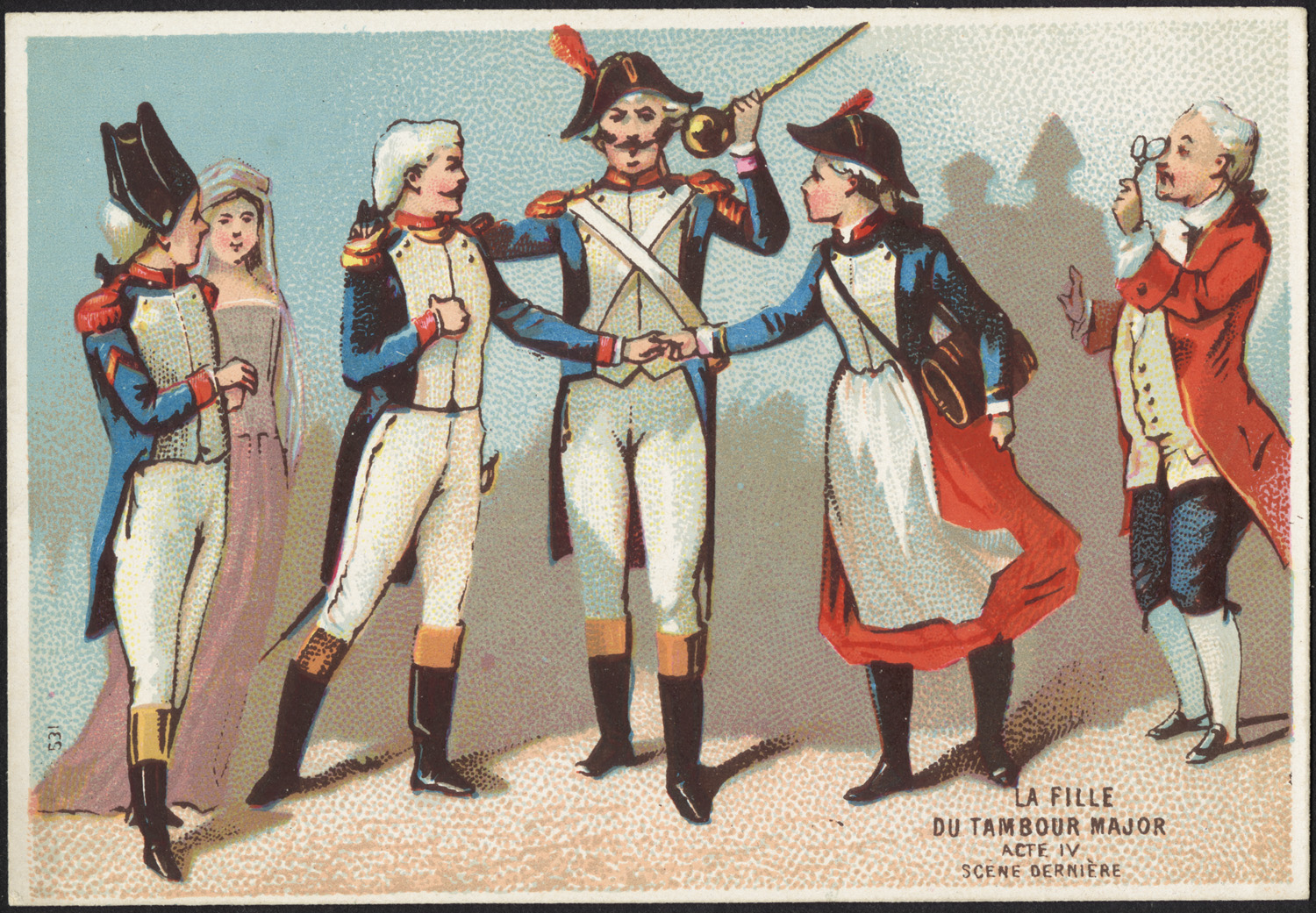
Image américaine censée représenter la dernière scène de l’« acte IV [sic] » de la Fille du tambour-major.

Issue de la même veine, La Fille du tambour-major est créée au théâtre des Folies-Dramatiques, le 13 décembre 1879. C'est un triomphe immédiat et la créatrice du rôle de Stella, Juliette Simon-Girard fait grande impression ainsi que son partenaire, Simon-Max. Ce sera le dernier succès d'Offenbach, son opéra Les Contes d'Hoffmann créé après sa mort, deux ans plus tard, ne devenant un des opéras français les plus joués au monde que de nombreuses années plus tard.
L'action se déroule en Lombardie, alors sous occupation autrichienne, en mai-juin 1800 durant les campagnes napoléoniennes. Juste après le franchissement des Alpes le 23 mai 1800, une compagnie de soldats français rejoint l'armée du premier Consul qui harcèle les troupes italiennes du général Melas. La pièce se termine par l'entrée dans Milan des libérateurs du joug autrichien, le 2 juin 1800, quelques jours avant la bataille de Marengo.
Le thème de l’œuvre est proche de La Fille du régiment de Gaetano Donizetti. Le personnage de Stella rappelle celui de Marie et les chants militaires tiennent une place importante dans la partition. La citation du Chant du départ à la fin de l'œuvre, provoqua d'ailleurs une énorme émotion au moment de la création.

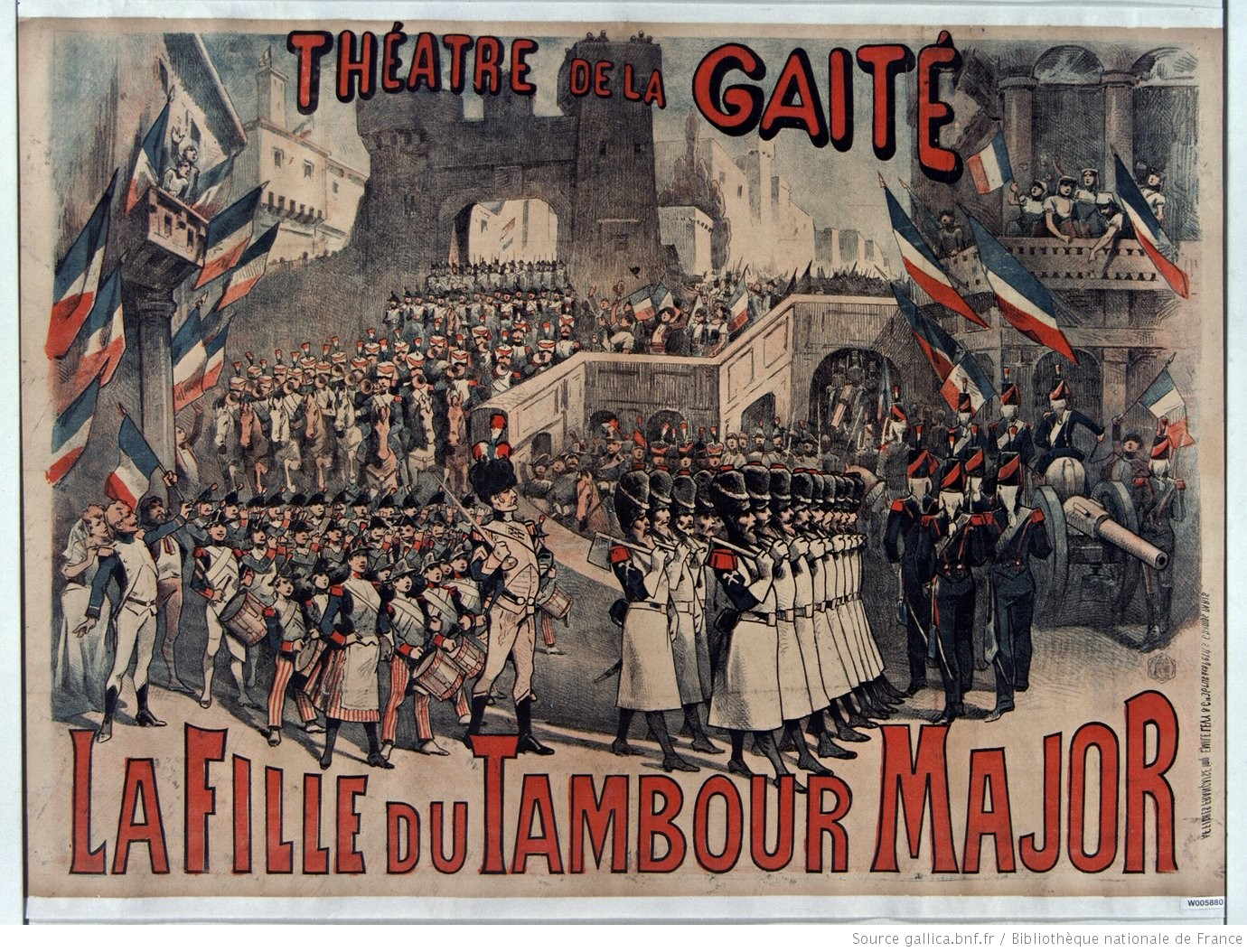
Affiche de 1890 pour le théâtre de la Gaité à Paris.

## Distribution et interprètes de la création
- Stella (soprano) : Juliette Simon-Girard
- Le lieutenant Robert (baryton) : Lepers
- Griolet, tailleur (ténor) : Simon-Max
- Monthabor, tambour-major, père de Stella (baryton) : Luco
- Claudine, cantinière (soprano) : Noémie Vernon
- Le duc della Volta (trial) : Maugé
- La duchesse della Volta,  sa femme, mère de Stella (mezzo-soprano) : Caroline Girard
- Clampas, aubergiste : Henriot
- La Mère supérieure : Mme Lestrade
- Francesca : Mlle Reval

Juliette Simon-Girard (Stella) et Caroline Girard (la Duchesse) qui jouent dans la pièce le rôle d'une fille et de sa mère l'étaient également dans la vie. Quant à Simon-Max (Griolet), il avait épousé Juliette Simon-Girard en mai 1879.

## Argument
La scène se passe en Italie, en 1800.

### Acte I
Jardin d’un couvent à Biella. Alors que ses consœurs prient, Stella une jeune pensionnaire, fille du duc Della Volta, revient du potager et leur partage son butin. C’est l’enthousiasme parmi les pensionnaires car Stella a réussi à se procurer une chanson interdite sur les Français qui libéreront l’Italie du joug des Autrichiens. Surprise par la prieure, Stella est punie et mise au pain sec et à l’eau. Arrive, affolé, Gregorio, le jardinier, annonçant que les français approchent : les occupantes décident de fuir au couvent de Santa-Maria tout proche.
Une compagnie de soldats français – parmi lesquels le tambour Griolet, le tambour-major Monthabor, le lieutenant Robert et Claudine, la vivandière – entre dans le couvent désert. Alors qu’ils cherchent un dîner, les soldats découvrent Stella. Rassurée par leur bonne figure elle les emmène vers le cellier, le potager et le poulailler promettant « de leur faire les honneurs du monastère ».
Griolet, ancien tailleur, retient Claudine pour laquelle il se meurt d’amour et à qui il promet un nouvel uniforme, mais celle-ci a bien décidé d’aimer Robert. Monthabor les met en garde contre le mariage, lui qui a divorcé, et dont la femme a disparu avec sa fille.
Entre alors le Duc Della Volta accompagné du marquis Bambini, il vient chercher sa fille Stella promise en mariage au marquis. Les soldats, partis au couvent Santa-Maria, reviennent avec les pensionnaires, et malgré les protestations de tous, Stella quitte le couvent emmené par son père et le marquis Bambini.

### Acte II
Dans le palais du duc Della Volta à Novare. Alors que le duc et la duchesse préparent le mariage de Stella, arrivent Griolet, Monthabor et le lieutenant Robert muni d’un billet de logement. Fâché par l’accueil du duc, Monthabor, souhaite voir la duchesse qu’il reconnaît alors comme sa première femme. Après un moment d’hésitation, elle lui déclare que Stella n’est pas sa fille. Suspicieux, Monthabor tente, auprès de la malheureuse Stella, de faire renaître ses souvenirs d’enfance. Cette dernière découvre avec joie qu’elle est la fille de cet ancien teinturier aux mains « tantôt jaunes… tantôt bleues… ». Les invités arrivés, Stella, plutôt que de signer le contrat, se présente dans le costume de vivandière que Griolet a confectionné pour Claudine et affirme : « je suis mamzelle Monthabor, la fille du tambour-major ! ». Elle quitte précipitamment la maison avec les soldats français.

### Acte III

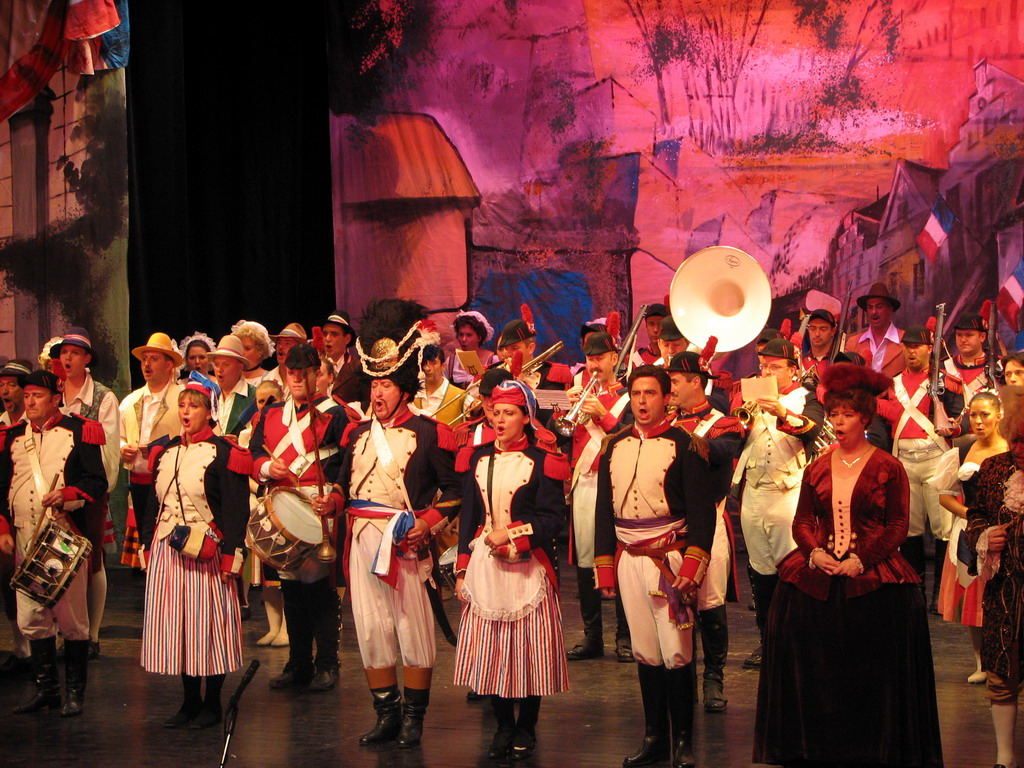
Le Final de l'opéra-comique, le 3 septembre 2006, à Ath, Belgique. Troupe « Les Matelots de la Dendre »

Premier tableau – L’hôtellerie du Lion d’Or à Milan. Robert et Claudine se cachent dans une auberge de conspirateurs tenus par Clampas. Claudine, habillée en paysanne, les quitte pour aller en reconnaissance chez un ami « Rue Bonifacio, 27… » et voir s’il est possible de sortir de la ville. Arrive le duc Della Volta à la recherche de Stella, puis Griolet, en monsignor italien, Monthabor, en capucin et Stella en cocher. Les deux ecclésiastiques recueillent les confidences du duc et lui annoncent qu’ils ont vu une jeune personne ayant le signalement souhaitée « Rue Bonifacio, 27… » afin de l’éloigner. Arrive alors la duchesse qui confie au capucin – Monthabor – qu’elle aime encore son premier mari… Voulant les protéger, elle leur donne un sauf-conduit qui leur permettra de quitter la ville en sécurité. Robert est malheureusement arrêté.
Deuxième tableau – Une place à Milan. Le duc pense avoir retrouvé sa fille alors que c’est Claudine costumée qu’on lui amène. Il accepte de relâcher Robert en échange de la promesse de sa prétendue fille d’épouser le marquis. Robert, amoureux, dénonce cela et révèle sans le savoir que c’est Claudine qui est sous le voile. Heureusement, on entend le Chant du départ au loin : les Français entrent dans Milan. Stella peut épouser Robert, et Claudine se décide à accepter Griolet.

## La partition
La partition chant-piano est parue le 30 décembre 1879 aux éditions Choudens.
| Ouverture              |                               |                                         |                                   |                                                     |
| ACTE I                 |                               |                                         |                                   |                                                     |
| 1.                     | Introduction                  | A. Chœur des pensionnaires              | Reçois sainte madone              | Lorenza, Stella, la Supérieure                      |
|                        |                               | B. Chanson du fruit défendu             | Prenez les grappes empourprées    | Stella                                              |
| 2.                     | Chœur et couplets             | Chœur et couplets                       | Par un’ chaleur aussi forte       | Griolet, Robert, Monthabor, Chœur                   |
| 3.                     | Chanson de l’âne              | Chanson de l’âne                        | Ce n’est pas un âne ordinaire     | Claudine, Griolet, Robert, Monthabor, Chœur         |
| 4.                     | Ensemble                      | Ensemble                                | De grâce ayez pitié de moi !      | Stella, Claudine, Griolet, Robert, Monthabor, Chœur |
| 5.                     | Couplets du tailleur          | Couplets du tailleur                    | Tout en tirant mon aiguille       | Griolet                                             |
| 6.                     | Scène de la table             | A. Chœur                                | Puisque le couvert est mis        | Stella, Claudine, Griolet, Monthabor, Chœur         |
|                        |                               | B. Couplets                             | Depuis longtemps l’Italie         | Stella                                              |
|                        |                               | C. Légende                              | Il était une grand’ princesse     | Claudine, Griolet                                   |
| 7.                     | Final                         | A. Ensemble                             | Messieurs les militaires          | Chœur                                               |
|                        |                               | B. Couplets                             | Pour recevoir un régiment         | Stella                                              |
|                        |                               | C. Final                                | Allons dépêchons et partons       |                                                     |
| ACTE II                |                               |                                         |                                   |                                                     |
| Entr’acte              |                               |                                         |                                   |                                                     |
| 8.                     | Couplets                      | Couplets                                | Examinez ma figure                | La Duchesse                                         |
| 9.                     | Rondeau                       | Rondeau                                 | Ah ! vraiment je le déclar’       | Stella                                              |
| 10.                    | Quatuor du billet de logement | Quatuor du billet de logement           | C’est un billet de logement       | Griolet, Le Duc, Robert, Monthabor                  |
| 11.                    | Couplets                      | Couplets                                | Eh bien ! en voilà des manières   | Claudine                                            |
| 12.                    | Valse et ensemble             | Valse et ensemble                       | Dansons et Valsons                | La Duchesse, Le Duc, Monthabor, Chœur               |
| 13.                    | Duo                           | Duo                                     | Tenez j’aurai de la franchise     | Stella, Robert                                      |
| 14.                    | Couplets de l’uniforme        | Couplets de l’uniforme                  | Le voilà ce bel uniforme          | Griolet                                             |
| 15.                    | Final                         | A. Chœur                                | Par devant monsieur le notaire    |                                                     |
|                        |                               | B. Chanson de la fille du tambour major | Que m’importe un titre éclatant   | Stella                                              |
| ACTE III (1er tableau) |                               |                                         |                                   |                                                     |
| Entr’acte              |                               |                                         |                                   |                                                     |
| 16.                    | Chœur et scène                | A. Chœur et scène                       | Chut ! il faut de la prudence     | Claudine, Robert, Clampas                           |
|                        |                               | B. Tarentelle                           | Nous étions à Novare              | Claudine, Robert, Chœur                             |
| 17.                    | Gigue                         | Gigue                                   | Je suis le p’tit cocher           | Stella, Griolet, Le Duc, Monthabor                  |
| 18.                    | Quatuor                       | Quatuor                                 | Oui, ce sont vos amis             | Stella, Griolet, Robert, Monthabor                  |
| 19.                    | Duo de la confession          | Duo de la confession                    | L’autre jour contre toute attente | La Duchesse, Monthabor                              |
| 2e tableau             |                               |                                         |                                   |                                                     |
| 20.                    | Final                         | Final                                   | Un mariag’ s’apprête              |                                                     |